# Пов'язана особа
Пов'язана особа — особа, яка відповідає будь-якій з наведених нижче ознак:
- юридична особа, яка здійснює контроль над платником податку, або контролюється таким платником податку, або перебуває під спільним контролем з таким платником податку;
- фізична особа або члени сім'ї фізичної особи, які здійснюють контроль над платником податку. Членами сім'ї фізичної особи вважаються її чоловік або дружина, прямі родичі (діти чи батьки) як фізичної особи, так і її чоловіка або дружини, а також чоловік або дружина будь-якого прямого родича фізичної особи або її чоловіка (дружини);
- посадова особа платника податку, уповноважена здійснювати від імені платника податку юридичні дії, спрямовані на встановлення, зміну або зупинення правових відносин, а також члени її сім'ї.

14.1.159. пов’язані особи - юридичні та/або фізичні особи, відносини між якими можуть впливати на умови або економічні результати їх діяльності чи діяльності осіб, яких вони представляють, з урахуванням таких критеріїв:
а) для юридичних осіб:
одна юридична особа безпосередньо та/або опосередковано (через пов’язаних осіб) володіє корпоративними правами іншої юридичної особи у розмірі 20 і більше відсотків;
одна і та сама юридична або фізична особа безпосередньо та/або опосередковано володіє корпоративними правами у кожній такій юридичній особі у розмірі 20 і більше відсотків;
одна і та сама юридична або фізична особа приймає рішення щодо призначення (обрання) одноособових виконавчих органів кожної такої юридичної особи;
одна і та сама юридична або фізична особа приймає рішення щодо призначення (обрання) 50 і більше відсотків складу колегіального виконавчого органу або наглядової ради кожної такої юридичної особи;
принаймні 50 відсотків складу колегіального виконавчого органу та/або наглядової ради кожної такої юридичної особи складають одні і ті самі фізичні особи;
одноособові виконавчі органи таких юридичних осіб призначені (обрані) за рішенням однієї і тієї самої особи (власника або уповноваженого ним органу);
юридична особа має повноваження на призначення (обрання) одноособового виконавчого органу такої юридичної особи або на призначення (обрання) 50 і більше відсотків складу її колегіального виконавчого органу або наглядової ради;
сума всіх кредитів (позик), поворотної фінансової допомоги від однієї юридичної особи та/або кредитів (позик), поворотної фінансової допомоги від інших юридичних осіб, гарантованих однією юридичною особою, стосовно іншої юридичної особи перевищує суму власного капіталу більше ніж у 3,5 раза (для фінансових установ та компаній, що провадять виключно лізингову діяльність, - більше ніж у 10 разів). При цьому сума таких кредитів (позик), поворотної фінансової допомоги та власного капіталу визначається як середнє арифметичне значення (на початок та кінець звітного періоду);
{Абзац дев'ятий підпункту "а" підпункту 14.1.159 пункту 14.1 статті 14 із змінами, внесеними згідно з Законом № 609-VIII від 15.07.2015}
б) для фізичної особи та юридичної особи:
фізична особа безпосередньо та/або опосередковано (через пов’язаних осіб) володіє корпоративними правами юридичної особи у розмірі 20 і більше відсотків;
фізична особа має право призначати (обирати) одноособовий виконавчий орган такої юридичної особи або призначати (обирати) не менш як 50 відсотків складу її колегіального виконавчого органу або наглядової ради;
фізична особа здійснює повноваження одноособового виконавчого органу в такій юридичній особі;
фізична особа має повноваження на призначення (обрання) одноособового виконавчого органу такої юридичної особи або на призначення (обрання) 50 і більше відсотків складу її колегіального виконавчого органу або наглядової ради;
сума всіх кредитів (позик), поворотної фінансової допомоги від фізичної особи, наданих юридичній особі, та/або будь-яких кредитів (позик), поворотної фінансової допомоги від інших фізичних осіб, наданих юридичній особі, які надаються під гарантії цієї фізичної особи, перевищують суму власного капіталу більше ніж у 3,5 раза (для фінансових установ та компаній, що провадять виключно лізингову діяльність, - більше ніж у 10 разів). При цьому сума таких кредитів (позик), поворотної фінансової допомоги та власного капіталу визначається як середнє арифметичне значення (на початок та кінець звітного періоду);
в) для фізичних осіб - чоловік (дружина), батьки (у тому числі усиновлювачі), діти (повнолітні/неповнолітні, у тому числі усиновлені), повнорідні та неповнорідні брати і сестри, опікун, піклувальник, дитина, над якою встановлено опіку чи піклування.
Усі корпоративні права, які належать (безпосередньо та/або опосередковано) юридичній особі в іншій юридичній особі, є сумою часток корпоративних прав, які:
безпосередньо належать такій юридичній особі в іншій юридичній особі;
належать будь-якій із пов’язаних сторін такої юридичної особи в іншій юридичній особі.
Для цілей визначення, чи володіє фізична особа безпосередньо та/або опосередковано корпоративними правами у розмірі 20 і більше відсотків у юридичній особі, усі корпоративні права, які належать (безпосередньо та/або опосередковано) фізичній особі, є сумою часток корпоративних прав, які:
безпосередньо належать такій фізичній особі в юридичній особі;
належать будь-яким пов’язаним особам такої фізичної особи у зазначеній юридичній особі.
Розмір частки володіння корпоративними правами розраховується у разі:
опосередкованого володіння (в одному ланцюгу) - шляхом множення часток володіння корпоративними правами;
володіння через кілька ланцюгів - шляхом підсумовування часток володіння корпоративними правами в кожному ланцюгу.
У разі коли частка володіння корпоративними правами кожної особи в наступній юридичній особі в ланцюгу перевищує 20 відсотків, усі особи такого ланцюга є пов’язаними (незалежно від результатів множення).
Пряма або опосередкована участь держави в юридичних особах не є підставою для визнання таких юридичних осіб пов’язаними. Такі платники податків можуть бути визнані пов’язаними з інших підстав, передбачених цим підпунктом.
За наявності обставин, зазначених в абзаці першому цього підпункту, юридичні та/або фізичні особи, які є сторонами господарської операції, мають право самостійно визнати себе для цілей оподаткування пов’язаними особами з підстав, не передбачених у підпунктах "а" - "в" цього підпункту.
{Абзац двадцять дев'ятий підпункту 14.1.159 пункту 14.1 статті 14 в редакції Закону № 609-VIII від 15.07.2015}
Контролюючий орган в судовому порядку може довести на основі фактів і обставин, що одна юридична або фізична особа здійснювала практичний контроль за бізнес-рішеннями іншої юридичної особи та/або що та сама фізична або юридична особа здійснювала практичний контроль за бізнес-рішеннями кожної юридичної особи.
( підпункт 14.1.159 пункту 14.1 статті 14 Податкового кодексу України із змінами, внесеними згідно із Законом № 1797-VIII від 21.12.2016)